# P. Box
P. Box (a Pandora's Box név rövidített alakja) egy magyar hard rock együttes, amit két ex-P. Mobil-tag, Bencsik Sándor szólógitáros és Cserháti István orgonista alapított 1980-ban.

## Története

### A klasszikus időszak (1980-1986)
A korábbi P. Mobilos Bencsik és Cserháti mellett az eredeti felálláshoz még Varga Miklós énekes, Szabó István dobos, Sáfár József (V’73) basszusgitáros tartozott. Basszusgitáros posztra eredetileg Kékesi "Bajnok" Lászlót hívta Bencsik , ő azonban  kitartott a P. Mobil mellett . 1982-ben Varga Miklós elhagyta az együttest és helyére Vikidál Gyula került, aki a korábban feloszlott Dinamit után ekkoriban a Kugli együttesben énekelt. Sáfár József 1984-ben kilépett a zenekarból, majd Szabó István dobos távozása után Pálmai Zoltán 1985-ös csatlakozásával az öt tagból már négy egykori P. Mobil tag alkotta a zenekart.
A különböző felállásokban készült nagylemezek stílusukban is eltérnek egymástól: az elsőre az új hullám volt hatással, a második inkább hard rockhoz tért vissza, míg a harmadikat a hazai heavy metal előfutárának szokták tekinteni.
A P. Box ismertségének sokat használt az 1983-ban bemutatott István, a király, amelyben a két legjelentősebb szerepet énekeseik kapták: Vikidál Koppányt alakította, Varga Miklós pedig a címszereplő énekhangját adta (2008-ban az együttes harmadik énekese, Koroknai Árpád is szerepet kapott a darabban). A koncerteken elhangzott a rockopera néhány részlete is, ezen koncerteken gyakorta egyszerre szerepelt Vikidál mellett Varga Miklós, Nagy Feró és Deák Bill Gyula.
Az együttes 1986-ban feloszlott, mert Cserháti Debrecenbe költözött Budapestről, és a 220 km-es távolság rendszeres megtételét nem tudta vállalni. A többiek előbb Metál Company, majd Deák Bill Gyulával kiegészülve Bill és a Box Company néven folytatták, de ezek a formációk nem sokáig működtek.

### A debreceni zenekar (2001-2006)
Cserháti 2001-ben újjáalakította a zenekart, az Aberra és a Szfinx együttes tagjaiból. Az új felállásban egy koncertlemez és két stúdióalbum készült. Nem sokkal a Pangea album elkészülte után Cserháti István 2005. augusztus 21-én rákban elhunyt, 51 éves korában.
Társai megpróbálták továbbvinni az együttest, de Cserháti nélkül nehezebb volt megoldani a szervezéssel kapcsolatos teendőket, így 2006-ban elbúcsúztak a közönségtől.

### Két P. Box (2009-2020)
2007-ben és 2008-ban a debreceni P. Box tagjai egy-egy „nem hivatalos” koncertet tartottak, majd 2009 augusztusában visszatértek.
Közben két alapító tag, Sáfár és Szabó bejelentette, hogy újra megalakítják a Pandora's Boxot. A debreceni P. Box tagjai a hírt megdöbbenéssel fogadták, közleményben tudatták, hogy mégsem szűntek meg, csak szüneteltették működésüket és mindent megtesznek a névhasználat tisztázásáért.
A Sáfár-Szabó-féle formáció 2010-ben új albumot készített.
2011-ben az elsőfokú bírósági ítélet a névhasználat kérdésben helyt adott a debreceniek keresetének. A vita azzal zárult, hogy Sáfár József együttese ős-Pandora's Box néven különbözteti meg magát.
2019-ben a debreceni formáció dobosa, Kiss Konrád magánéleti okok miatt távozott a csapatból.Utódja Kovács Tamás lett 
2020 januárjában Szabó Krisztián billentyűs 15 év után távozott a zenekarból. Ezek után 2020 májusában az is kiderült, hogy Koroknai Árpád és a maradék három zenész útjai is különválnak, de egyik új formáció sem használja majd a nevet, így tehát Pandóra szelencéje újra bezárul egy időre. Szabó Krisztián és Kovács Tamás a Kovács Tamás Bandben folytatja , illetve Sándor Józseffel és Ferenczi Tiborral valamint egy új énekessel, a Benzinből ismert Asztalos Attilával  új zenekart alapítottak MoneyRoll néven. Koroknai Árpád eközben a saját nevét viselő, KORI együttesben és a Zorallban folytatja.
2022-ben az ős-P.Box újraaktiválta magát, három eredeti taggal (Varga Miklós, Szabó István, Sáfár József).

## Diszkográfia

### Albumok
- 1981: P. Box
- 1983: Kő kövön
- 1985: Ómen
- 2002: Reményre ítélve
- 2005: Pangea
- 2010: Pandora's Box 2010 – Sáfár József és Szabó István együttesének albuma
- 2013: Bekötött szemmel – Sáfár József és Szabó István együttesének 2010-es albumának újrakiadása
- 2015: Mindenekfelett!

### Koncertalbumok
- 1982: 1. 2. 3… Start (közös koncertalbum az Eddával és a Karthagóval a Popmajálisról)
- 2003: Vágtass velünk! live (CD-n és DVD-n is megjelent)
- 2016: Égi zenekar koncert  (P. Mobil ,2DVD) - az első DVD-n több P. Box szám is hallható,kettő egy alkalmi (Koroknai Árpád- Pálmai Zoltán- Zselencz László - Sándor József- Papp Gyula) felállás előadásában, illetve  egyéb dalok más előadók által előadva, a második DVD pedig tartalmazza  az 1983.12.30.-i  Corvin Mozi koncert anyagát.

### Válogatások
- 1985: Mondd, mennyit ér egy falat kenyér? ("Tízből vajon mennyi?" című daluk szerepel a lemezen)
- 1995: A zöld, a bíbor és a fekete (Bencsik Sándor-emlékalbum, 4 dalban hallható a P.Box, 2 további P.Box-dal pedig más együttesek előadásában)

### Kislemezek
- 1981: Halálkatlan/A bolond
- 1982: A zöld, a bíbor és a fekete / Valami rock and roll
- 1985: Phantom girl/ Never enough (angol nyelvű kislemez)
- 2001: Újra nyitva (négyszámos maxi)
- 2018: Az éden pokla

### Letölthető felvétel
- 1983. szeptember 20. Budai Ifjúsági Park (mp3, 2005. december 23 – 2006. január 2. között volt hozzáférhető a P. Mobil honlapján)

### Vendégként
- 1985: Vikidál Gyula: Vikidál Gyula (a tagok vendégzenészként szerepelnek az albumon; az egyik számot a P. Box adja elő)